# Приманычский
Приманычский — посёлок в Пролетарском районе Ростовской области.
Входит в состав Пролетарского городского поселения.

## Население
| 2010 |
| ---- |
| 261  |

## Улицы
- ул. Приманычская,
- ул. Точка Первомайская,
- ул. Точка Победы,
- ул. Точка Пригородная.

## Инфраструктура
В поселке имеется фельдшерско-акушерский пункт и ООО «Приманычское».